# Scheldeprijs 2023 (mannen)
Bij de mannen was het de 111e editie. De start was in Terneuzen en de finish lag in Schoten. In 2022 won Alexander Kristoff. Deze editie werd voor de tweede maal gewonnen door de Belg Jasper Philipsen. Hij won ook in 2021. In een zeer aantrekkelijke sprint wist hij onder andere Sam Welsford (2e) en Mark Cavendish (3e) achter zich te houden. De wedstrijd was onderdeel van de UCI ProSeries.

## Uitslag
| Plaats  | Naam              | Ploeg                    | tijd     |
| ------- | ----------------- | ------------------------ | -------- |
| Winnaar | Jasper Philipsen  | Alpecin-Deceuninck       | 4u25'38" |
| 2       | Sam Welsford      | Team DSM                 | z.t.     |
| 3       | Mark Cavendish    | Astana Qazaqstan Team    | z.t.     |
| 4       | Dylan Groenewegen | Team Jayco AlUla         | z.t.     |
| 5       | Gerben Thijssen   | Intermarché-Circus-Wanty | z.t.     |
| 6       | Edward Theuns     | Trek-Segafredo           | z.t.     |
| 7       | Max Walscheid     | Cofidis                  | z.t.     |
| 8       | Caleb Ewan        | Lotto-Dstny              | z.t.     |
| 9       | Itamar Einhorn    | Israel-Premier Tech      | z.t.     |
| 10      | Giacomo Nizzolo   | Israel-Premier Tech      | z.t.     |

Mannen: 1907 · 1908 · 1909 · 1910 · 1911 · 1912 · 1913 · 1914 · 1915 · 1916 · 1917 · 1918 · 1919 · 1920 · 1921 · 1922 · 1923 · 1924 · 1925 · 1926 · 1927 · 1928 · 1929 · 1930 · 1931 · 1932 · 1933 · 1934 · 1935 · 1936 · 1937 · 1938 · 1939 · 1940 · 1941 · 1942 · 1943 · 1944 · 1945 · 1946 · 1947 · 1948 · 1949 · 1950 · 1951 · 1952 · 1953 · 1954 · 1955 · 1956 · 1957 · 1958 · 1959 · 1960 · 1961 · 1962 · 1963 · 1964 · 1965 · 1966 · 1967 · 1968 · 1969 · 1970 · 1971 · 1972 · 1973 · 1974 · 1975 · 1976 · 1977 · 1978 · 1979 · 1980 · 1981 · 1982 · 1983 · 1984 · 1985 · 1986 · 1987 · 1988 · 1989 · 1990 · 1991 · 1992 · 1993 · 1994 · 1995 · 1996 · 1997 · 1998 · 1999 · 2000 · 2001 · 2002 · 2003 · 2004 · 2005 · 2006 · 2007 · 2008 · 2009 · 2010 · 2011 · 2012 · 2013 · 2014 · 2015 · 2016 · 2017 · 2018 · 2019 · 2020 · 2021 · 2022 · 2023 · 2024 · 2025
Vrouwen: 2021 · 2022 · 2023 · 2024 · 2025
Ronde van San Juan ·
Ronde van Valencia ·
Clásica de Almería ·
Ronde van Oman ·
Ronde van de Algarve ·
Ruta del Sol ·
Faun Ardèche Classic ·
La Drôme Classic ·
Kuurne-Brussel-Kuurne ·
Trofeo Laigueglia ·
Milaan-Turijn ·
Nokere Koerse ·
GP Denain ·
Bredene Koksijde Classic ·
GP Industria & Artigianato-Larciano ·
Grote Prijs Miguel Indurain ·
Scheldeprijs ·
Brabantse Pijl ·
Ronde van de Alpen ·
Grote Prijs van Plumelec ·
Tro Bro Léon ·
Ronde van Hongarije ·
Vierdaagse van Duinkerke ·
Boucles de la Mayenne ·
Ronde van Noorwegen ·
Brussels Cycling Classic ·
Dwars door het Hageland ·
Ster ZLM Tour ·
Ronde van België ·
Ronde van Slovenië ·
Ronde van het Qinghaimeer ·
Ronde van Wallonië ·
Ronde van Burgos ·
Ronde van Denemarken ·
Arctic Race of Norway ·
Ronde van Duitsland ·
Maryland Cycling Classic ·
Ronde van Groot-Brittannië ·
Grote Prijs van Fourmies ·
Grote Prijs van Wallonië ·
Coppa Sabatini ·
Super 8 Classic ·
Ronde van het Taihu-meer ·
Ronde van Luxemburg ·
Circuit Franco-Belge ·
Ronde van Langkawi ·
Ronde van Emilia ·
Coppa Bernocchi ·
Ronde van de Drie Valleien ·
Ronde van het Münsterland ·
Ronde van Piemonte ·
Ronde van Hainan ·
Parijs-Tours ·
Ronde van Veneto ·
Japan Cup ·
Veneto Classic